# Championnats du monde de slalom (canoë-kayak) 1997
Navigation
Championnats du monde de slalom 1995 Championnats du monde de slalom 1999
Les 25e championnats du monde de slalom en canoë-kayak de 1997 se sont tenus à Três Coroas au Brésil, sous l'égide de la Fédération internationale de canoë.

## Podiums

### Hommes

#### Canoë
| Épreuve        | Or                                                                                                  | Or     | Argent                                                                                    | Argent | Bronze                                                                                            | Bronze |
| -------------- | --------------------------------------------------------------------------------------------------- | ------ | ----------------------------------------------------------------------------------------- | ------ | ------------------------------------------------------------------------------------------------- | ------ |
| C1             | Michal Martikán (SVK)                                                                               | 267.61 | Lukáš Pollert (CZE)                                                                       | 270.99 | Gareth Marriott (GBR)                                                                             | 271.36 |
| C1 par équipes | Slovaquie Michal Martikán Juraj Minčík Juraj Ontko                                                  | 151.63 | France Patrice Estanguet Tony Estanguet Yves Narduzzi                                     | 152.42 | Slovénie Simon Hočevar Gregor Terdič Sebastjan Linke                                              | 154.01 |
| C2             | France Frank Adisson Wilfrid Forgues                                                                | 289.43 | Allemagne Michael Senft André Ehrenberg                                                   | 290.47 | Tchéquie Jiří Rohan Miroslav Šimek                                                                | 290.64 |
| C2 par équipes | France Frank Adisson & Wilfrid Forgues Emmanuel del Rey & Thierry Saïdi Éric Biau & Bertrand Daille | 163.27 | Tchéquie Jiří Rohan & Miroslav Šimek Petr Štercl & Pavel Štercl Marek Jiras & Tomáš Máder | 164.32 | Allemagne Michael Trummer & Manfred Berro André Ehrenberg & Michael Senft Kay Simon & Robby Simon | 166.04 |

#### Kayak
| Épreuve        | Or                                                     | Or     | Argent                                                           | Argent | Bronze                                                 | Bronze |
| -------------- | ------------------------------------------------------ | ------ | ---------------------------------------------------------------- | ------ | ------------------------------------------------------ | ------ |
| K1             | Thomas Becker (GER)                                    | 254.60 | Scott Shipley (USA)                                              | 255.23 | Paul Ratcliffe (GBR)                                   | 255.64 |
| K1 par équipes | Grande-Bretagne Paul Ratcliffe Ian Raspin Shaun Pearce | 141.35 | France Vincent Fondeviole Jean-Michel Régnier Ludovic Boulesteix | 142.47 | Allemagne Thomas Becker Jochen Lettmann Holger Häffner | 143.97 |

### Femmes

#### Kayak
| Épreuve | Or                                                  | Or     | Argent                                          | Argent | Bronze                                                     | Bronze |
| ------- | --------------------------------------------------- | ------ | ----------------------------------------------- | ------ | ---------------------------------------------------------- | ------ |
| K1      | Brigitte Guibal (FRA)                               | 288.07 | Štěpánka Hilgertová (CZE)                       | 289.79 | Cathy Hearn (USA)                                          | 290.38 |
| K1 team | Allemagne Evi Huss Kordula Striepecke Mandy Planert | 163.79 | France Anouk Loubié Anne Boixel Brigitte Guibal | 164.45 | Grande-Bretagne Rachel Crosbee Lynn Simpson Heather Corrie | 166.97 |

## Tableau des médailles
| Rang  | Nation             | Or | Argent | Bronze | Total |
| ----- | ------------------ | -- | ------ | ------ | ----- |
| 1er   | France             | 3  | 3      | 0      | 6     |
| 2e    | Allemagne          | 2  | 1      | 2      | 5     |
| 3e    | Slovaquie          | 2  | 0      | 0      | 2     |
| 4e    | Grande-Bretagne    | 1  | 0      | 3      | 4     |
| 5e    | République tchèque | 0  | 3      | 1      | 4     |
| 6e    | États-Unis         | 0  | 1      | 1      | 2     |
| 7e    | Slovénie           | 0  | 0      | 1      | 1     |
| Total | Total              | 8  | 8      | 8      | 24    |